# 이딜 비레

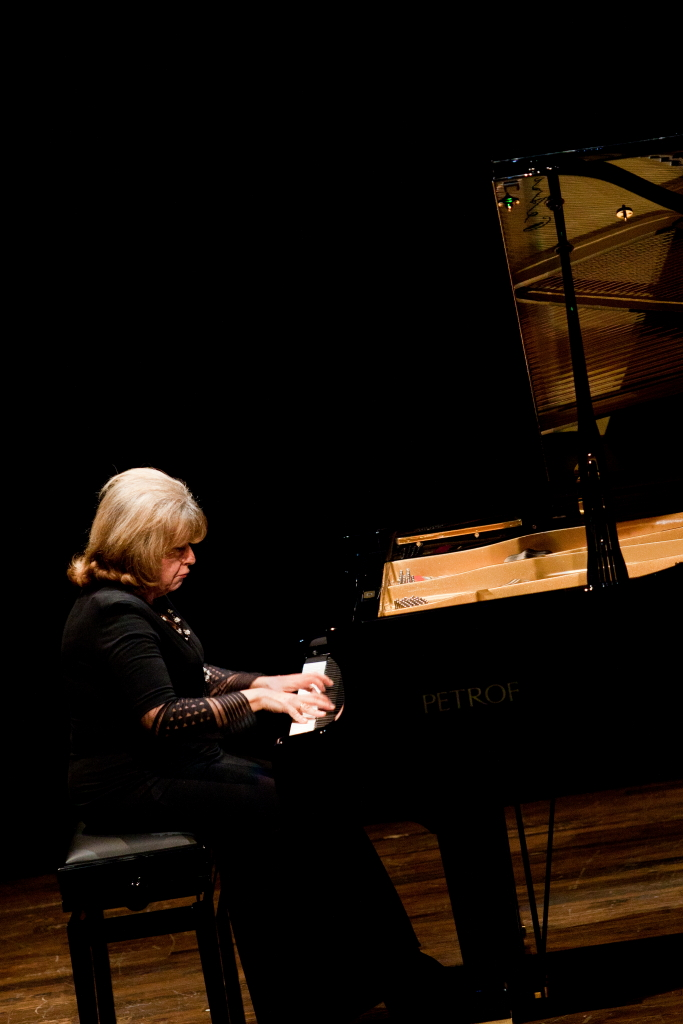

이딜 비레(Idil Biret, 1941년 11월 21일 ~ )는 터키의 콘서트 피아니스트이다.
비레는 7세였을 때, 터키 의회는 그녀가 해외 유학을 할 수 있는 특별법을 제정하여 나디아 불랑제의 지도 아래 프랑스 파리 음악원 에서 공부했다. 그녀는 15세에 3개의 상을 받고 졸업했다. 그녀는 알프레드 코르토 및 빌헬름 켐프와 함께 교육을 계속했다.
EMI, Decca, Atlantic, Finnadar, Naxos와 같은 레이블을 위한 그녀의 수많은 녹음(현재까지 100개 이상)에는 생상스 피아노 협주곡 2번, 4번, 5번, 9개의 베토벤 교향곡의 리스트의 편곡 (EMI 6LP/1986), 쇼팽 (15CD/1992), 브람스 (12CD/1997), 라흐마니노프 (10CD/2000)의 피아노 독주 및 협주곡 전곡 및 스트라빈스키의 발레 음악 The Firebird 의 피아노 필사본 (2003) 및 기타 다수. Biret의 광범위한 레퍼토리는 후기 고전 및 낭만주의 피아노 문학의 대부분을 포괄한다. 그녀는 쇼팽 녹음으로 가장 잘 알려져 있을 것이다.  1995년 폴란드에서 권위 있는 '프레데릭 쇼팽 그랑프리'를 수상했다. 2004년에 그녀의 Naxos CD는 전 세계적으로 200만 장이 팔렸다. Naxos는 플래티넘 디스크를 선물함으로써 이 이벤트를 기념했다. 같은 해 불레즈 소나타 녹음은 매년 Golden Diapason 상을 받았고 프랑스 르몽드 신문에서 올해의 최고 녹음 중 하나로 선정되었다.
비레는 베토벤과 브람스의 전체 피아노 작품을 주기적으로 연주했다. 1980년대에 비레는 베토벤의 32개의 소나타와 9개의 모든 교향곡의 피아노 편곡(Liszt)의 두 시리즈 콘서트에서 연주했으며 후자는 라디오 프랑스에서 생중계했다. 1990년대에 그녀는 5번의 콘서트에서 베토벤의 5개의 피아노 협주곡, 합창 환상곡, 3중 협주곡을 연주했다. 1997년 비레는 작곡가 100주년을 맞아 독일에서 열린 5회의 리사이틀에서 브람스의 피아노 독주곡을 모두 연주했다.